# Dianella
Dianella es un género de plantas monocotiledóneas, herbáceas y perennes, perteneciente a la familia Xanthorrhoeaceae según el sistema de clasificación APG III. Comprende unas 40 especies distribuidas en África tropical, Sur de África, Oceanía y Bolivia.

## Lista de especies
Según Kew:
| - Dianella acutifolia Schlittler (1940) - Dianella adenanthera (G.Forst.) R.J.F.Hend. (1988) - Dianella amoena G.W.Carr & P.F.Horsfall (1995) - Dianella atraxis R.J.F.Hend. (1987) - Dianella bambusifolia Hallier f. (1914) - Dianella boliviana Schlittler (1940) - Dianella brevicaulis (Ostenf.) G.W.Carr & P.F.Horsfall (1995) - Dianella brevipedunculata R.J.F.Hend. (1987) - Dianella caerulea Sims (1801) - Dianella callicarpa G.W.Carr & P.F.Horsfall (1995) - Dianella carolinensis Lauterb. (1913) - Dianella congesta R.Br. (1810) - Dianella crinoides R.J.F.Hend. (1987) - Dianella daenikeri Schlittler (1940) - Dianella dentata Schlittler (1940) - Dianella ensifolia (L.) DC. (1802) - Dianella fruticans R.J.F.Hend. (1991) - Dianella haematica Heenan & de Lange (2007) - Dianella incollata R.J.F.Hend. (1987) - Dianella intermedia Endl. (1833) - Dianella javanica (Blume) Kunth (1850) | - Dianella latissima Heenan & de Lange (2007) - Dianella longifolia R.Br. (1810) - Dianella monophylla Hallier f. (1914) - Dianella nervosa R.J.F.Hend. (1987) - Dianella nigra Colenso (1884) - Dianella odorata Blume (1827) - Dianella pavopennacea R.J.F.Hend. (1987) - Dianella pendula Schlittler (1940) - Dianella plicata Schlittler (1940) - Dianella porracea (R.J.F.Hend.) Horsfall & G.W.Carr (1995) - Dianella prunina R.J.F.Hend. (1987) - Dianella rara R.Br. (1810) - Dianella revoluta R.Br. (1810) - Dianella saffordiana Fosberg & Sachet (1987) - Dianella sandwicensis Hook. & Arn. (1832) - Dianella serrulata Hallier f. (1914) - Dianella stipitata Schlittler (1940) - Dianella tarda Horsfall & G.W.Carr (1995) - Dianella tasmanica Hook.f. (1858) - Dianella tenuissima G.W.Carr (2006) |